# Riu Tartàs
El Tartàs - Тартас (rus) - és un riu de Rússia que passa per l'óblast de Novossibirsk. És un afluent de l'Om per la dreta. El riu, per tant, és un sub-afluent de l'Obi i després de l'Irtix.

## Geografia

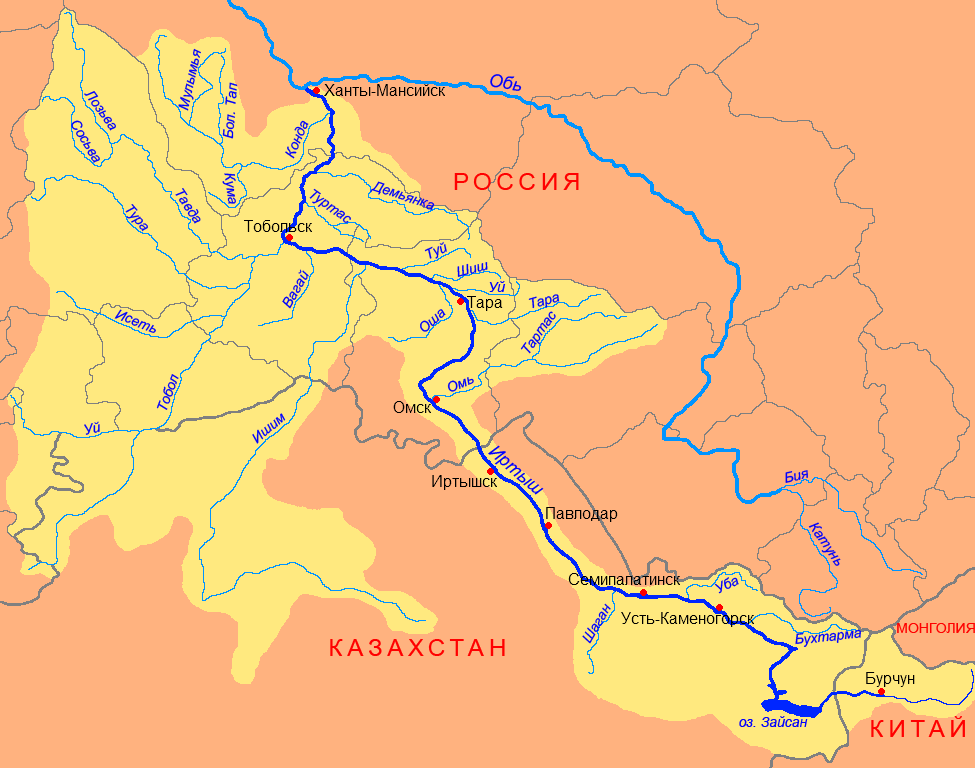
Els rius de la conca de l'Irtix. El Tartàs hi surt com a Тартас.

La llargària del Tartàs és de 566 kilòmetres. La seva conca s'estén per una superfície de 16.200 km², neix d'una font a menys de 150 metres d'altitud, als aiguamolls de Vassiugan, al centre-sud de la plana de Sibèria Occidental, a la part nord de l'óblast de Novossibirsk, no gaire lluny de Tomsk. Neix prop del Kenga i del Pàrbuig. A continuació discorre en direcció oest, paral·lelament al riu Tara, però a 30-40 km més al sud. A mig recorregut vira cap al sud, i acaba desembocant a l'Om per la riba dreta, a uns 21 km després de la vila de Venguérovo.